# Víctor Zambrano (Leichtathlet)
Víctor Zambrano (* 16. November 1999) ist ein mexikanischer Leichtathlet, der sich auf den Langstreckenlauf spezialisiert hat.

## Sportliche Laufbahn
Erste internationale Erfahrungen sammelte Víctor Zambrano im Jahr 2021, als er bei den erstmals ausgetragenen Panamerikanischen Juniorenspielen in Cali im 10.000-Meter-Lauf disqualifiziert wurde. 2023 siegte er in 29:39,30 min bei den Zentralamerika- und Karibikspielen in San Salvador, ehe er bei den Panamerikanischen Spielen in Santiago de Chile mit 30:49,99 min auf den elften Platz gelangte.

## Persönliche Bestleistungen
- 5000 Meter: 14:00,98 min, 12. März 2021 in Puerto Vallarta
- 10.000 Meter: 29:02,89 min, 13. April 2023 in Azusa
- Halbmarathon: 1:04:10 h, 14. Januar 2024 in Houston